# San Arcs Indijanci
San Arcs (Itázipčho, Itazipco, Itazipcho, No Bow).- Jedno od sedam 'tribeleta' Teton Sioux Indijanaca, porodica Siouan s američkih prerija. Prema Warrenu najbliži srodnici su s bandom Miniconjou. Na drugu stranu Hayden (1860.) izvještava da se nalaze uglavnom u istom području kao i Hunkpapa i Sihasapa s kojima često logoruju. 
Sans Arcs se, stoji u Swiftovom pismu Dorseyu (1884.), sastoje od 7 bandi, to su:
- 1. Itazipcho (=Without bows) ili No Bow;
- 2. Shinalutaoin (=Scarletcloth earring);
- 3. Wolutayuta (=Eat-dried venison-from-the-hind-quarter);
- 4. Mazpegnaka (=Wear-metal-in-the-hair);
- 5. Tatankachesli (=Dung-of-a-buffalo-bull) ;
- 6. Shikshichela (=Bad-ones-of-different-kinds);
- 7. Tiyopaoshanunpa (=Smokes-at-the-entrance-to-the-lodge).

Sans Arcs sa SAD potpissuju ugovor u Ft Sully, Južna Dakota, 20, 10. 1865; i 29. 4. 1868. u Ft. Laramieu, Wyoming.  San Arcs danas žive na rezervatu Cheyenne River s tribeletima: Mnikoju (Miniconjou); Oo'henumpa (Two Kettle ili Oohenonpa); i Siha Sapa (Black Feet Sioux, Balckfeet, Sihasapa).

## Vanjske poveznice
- Communities  Arhivirana inačica izvorne stranice od 3. svibnja 2006. (Wayback Machine)